# Sacello di San Rocco
Il sacello di San Rocco è un luogo di culto cattolico,  di Ardesio, in provincia  e diocesi di Bergamo. Il piccolo edificio di culto posto sul lato sud del sagrato della chiesa parrocchiale di San Giorgio.

## Storia e descrizione
Il piccolo edificio, edificato nel XV secolo, era posto nello spazio cimiteriale che circondava la parrocchiale. L'intitolazione a san Rocco e a san Sebastiano, i due santi taumaturghi, guaritori delle epidemia, indica e conferma un periodo di peste sul territorio.
Il sacello conserva affreschi realizzati appena successivi alla sua edificazione riferibili al XV e XVI secolo.
Esternamente la cappella si presenta con due lati aperti con colonnine aventi basi e capitelli in pietra arenaria che reggono gli archi a tutto sesto. Due gradini anticipano l'ingresso posto centralmente. Tutta la struttura è riparata da barriere in ferro, sia tra gli archi sia sull'ingresso.
L'aula a pianta rettangolare e con volta a ombrello, conserva il ciclo pittorico che andando da sinistra a destra rappresentano i santi: Rocco, Antonio Abate, Rocco, la Pietà, Sebastiano, Pietro e Paolo, ognuno identificabile dai relativi attributi. Questa parte è inserita in un'alta cornice decorara a fiori. Al centro dell'aula è presente il fonte battesimale dell'antica chiesa di San Giorgio, fonte rimosso con la riedificazione seicentesca della chiesa. La parte inferiore, sotto la cornice, conserva affreschi di difficile individuazione, vi sono raffigurazioni ormai andate perdute, identificabile è una santa forse Caterina d'Alessandria, molto venerata nel territorio di Bergamo.
Nel XX secolo il sacello è stato dedicato ai caduti di tutte le guerre.